# Devrim
Devrim – pierwszy samochód produkcji tureckiej. Zaprojektowany i wyprodukowany w przeciągu czterech miesięcy 1961 roku, w fabryce TÜLOMSAŞ w Eskişehir, w Turcji.
W 1961 roku prezydent Cemal Gürsel nakazał dwudziestu czterem inżynierom z różnych firm, zbudowanie samochodu. Miał on być zaprezentowany w trakcie obchodów Dnia Republiki w październiku 1961 roku.
Po czterech i pół miesiąca pracy w fabryce TÜLOMSAŞ, inżynierowie stworzyli cztery prototypy samochodu. Jeden z nich był czarny, trzy pozostałe kremowe. Prototyp został nazwany Devrim ("rewolucja").
Dwa z samochodów zostały przetransportowane do Ankary, na obchody Dnia Republiki. Czarny samochód polakierowano na ten kolor w trakcie jazdy pociągiem do Ankary.  Do baków, ze względów bezpieczeństwa nie nalano benzyny, zostały one napełnione na miejscu i to tylko taką ilością paliwa, która wystarczała do defilady. W Dniu Republiki, prezydent Cemal Gürsel wsiadł do czarnego auta na uroczystą przejażdżkę. Po przejechaniu 100 metrów, samochód zatrzymał się, bo skończyła się benzyna, prezydent musiał się więc przesiąść do kremowego auta, którym pojechał do mauzoleum Atatürka - Anıtkabir. Gazety potem pisały o tym wydarzeniu: Devrim przejechał 100 metrów i zatrzymał się. Samochód stał się tematem żartów przez wiele lat.
Devrim nigdy nie trafił do masowej produkcji. Jednym z powodów było to, że samochód był wyprodukowany w sposób rzemieślniczy i proces produkcji nigdy nie został dobrze udokumentowany, z fazy produkcji nie zachowały się prawie żadne rysunki techniczne. Innym powodem było to, że zapotrzebowanie na tego typu samochód nie było dostatecznie wysokie, aby opłacało się taką produkcję uruchamiać. Na samochód nadal mogli sobie pozwolić nieliczni, którzy woleli kupować amerykańskie i europejskie samochody.
Istnieje także teoria, że masowa produkcja tego samochodu nie udała się, ponieważ amerykańskie firmy samochodowe, które sprzedawały swoje samochody w Turcji, wywarły nacisk na rząd turecki, by anulować ten projekt i zostało to utrzymane w tajemnicy, by utrzymać poprawne stosunki pomiędzy tymi dwoma, bliskimi wówczas sojusznikami w NATO.
Pięć lat później, w 1966 roku, samochód Anadol stał się pierwszym masowo produkowanym samochodem osobowym, był on produkowany przez Otosan (fuzję Ford Motor Company ze Stanów Zjednoczonych oraz Koç Holding z Turcji).
Trzy z prototypów Devrim zostały zniszczone, a czwarty, ostatni z nich znajduje się obecnie w fabryce TÜLOMSAŞ w Eskişehir, gdzie został zbudowany.